# David J. Baker
Pour les articles homonymes, voir David Baker.
David Jewett Baker est un homme politique américain, né en 1792 et mort en 1869. Membre du Parti démocrate, il a été sénateur de l'Illinois en 1830.